# Xirong

Cosmografía de la dinastía Zhou de Huaxia y Siyi: Dongyi al este, Nanman al sur, Xirong al oeste, y Beidi al norte.

Los Xirong (en chino, 西戎; pinyin, Xīróng; Wade-Giles, Hsi-jung; literalmente, ‘Pueblo guerrero del Oeste’) o Rong fueron una serie de pueblos que habitaron en y alrededor de las zonas fronterizas de la antigua China, también conocidos como dinastía Shang (1765-1122 a. C.).  Eran propios de la zona al oeste del antiguo estado Zhou (en lo que actualmente es Gansu, etc.) de la dinastía Zhou (1046 – 221 a. C.). Se los menciona en algunos textos chinos antiguos como posiblemente relacionados con el pueblo de la civilización china.

## Etimología
El historiador Li Feng indica que durante el periodo Zhou Occidental, dado que a menudo el término Rong "extranjeros guerreros"  "era utilizado en inscripciones en bronce significando 'guerra', es probable que cuando las personas eran identificadas como 'Rong' los Zhou los consideraban adversarios políticos y militares más que grupos étnicos y culturales distintos."
Luego de la dinastía Zhou, a menudo el término se utilizaba para referirse a varios pueblos al oeste durante la época medieval. Prusek sugiere que existían relaciones entre las tribus Rong de Zhou y los Ren (人) de los Shang.
Xirong también fue el nombre de un estado durante los periodos de las Primaveras y Otoños y de los Reinos Combatientes de la historia de China.
Los Xirong junto con los Dongyi por el este, los Beidi del norte, y los Nanman del sur eran denominados en forma colectiva los Siyi 四夷 "Cuatro Bárbaros". En el Liji del "Libro de los Ritos" se proveen estereotipos antiguos sobre los mismos.
Cada uno de los pueblos de estas cinco regiones – en los Estados Centrales, y los [Rong], [Yi], (y otras tribus salvajes en su entorno) – tenían sus características propias, que los distinguían. Las tribus al este eran denominadas [Yi]. Llevaban sus pelos sueltos, y tatuajes en sus cuerpos. Algunos de ellos consumían alimentos crudos. Los que habitaban al sur eran denominados Man. Se tatuaban su frente, y tenían sus pies deformados. Algunos de ellos consumían sus alimentos sin cocerlos. Los que se encontraban al oeste eran denominados [Rong]. Llevaban su pelo suelto y se cubrían con pieles. Algunos de ellos no consumían alimentos a base de granos. Aquellos del norte eran denominados [Di]. Se vestían con cueros de animales y plumas de aves, y se refugiaban en cavernas. Algunos de ellos no consumían alimentos a base de granos. Los pueblos de los estados del Medio, y los [Yi], Man, [Rong], y [Di], tenían viviendas; alimentos de sabores distintivos; se vestían con ropajes adecuados; y usaban herramientas y teníanrecipientes. En dichas cinco regiones, los idiomas de los pueblos no eran mutuamente entendibles, y sus preferencias y deseos eran distintos. Para expresarse y comunicar sus ideas y preferencias contaban con oficiales – en el este denominados transmisores al sur representantes; al oeste, [Di-dis]; y al norte intérpretes.[El término 狄鞮 didi (ti-ti) se lo identifica como: “(anc.) Intérprete de los Di, bárbaros del oeste.”  Traducido y adaptado del inglés.]